# Обијер
Обијер (фр. Aubière) насеље је и општина у централној Француској у региону Оверња, у департману Пиј де Дом која припада префектури Клермон Феран.
По подацима из 2011. године у општини је живело 9475 становника, а густина насељености је износила 1238,56 становника/km². Општина се простире на површини од 7,65 km². Налази се на средњој надморској висини од 348 метара (максималној 467 m, а минималној 343 m).

## Демографија
| 1962. | 1968. | 1975. | 1982. | 1990. | 1999. | 2011. |
| ----- | ----- | ----- | ----- | ----- | ----- | ----- |
| 6.820 | 7.844 | 9.190 | 8.674 | 9.106 | 9.898 | 9.475 |

График промене броја становника у току последњих година